# Luckau
Luckau (dolnołuż. Łukow, wym. [ˈwukɔw]; pol. hist. Łuków) – miasto we wschodnich Niemczech, w kraju związkowym Brandenburgia, w powiecie Dahme-Spreewald. 

## Geografia
Historycznie położone jest na Dolnych Łużycach. Luckau leży na północno-zachodnich krańcach Wzniesień Łużyckich (Lausitzer Grenzwall) nad rzeką Berste, około 75 km na południe od Berlina, 45 km na północny zachód od Chociebuża i nieco ponad 100 km na północny wschód od Lipska. Miasto powiatowe Lubin jest oddalone o 16 km.

## Historia
Najstarsza znana wzmianka o słowiańskiej osadzie Łukow pochodzi z 1230. Od 1367 miejscowość leżała w granicach Królestwa Czeskiego. W 1468 miasto opowiedziało się przeciwko królowi czeskiemu Jerzemu z Podiebradów, trafiając tym samym we władanie Węgier, po czym po śmierci węgierskiego króla Macieja Korwina w 1490 powróciło do Czech. Od 1492 było jednym z głównych miast Dolnych Łużyc. W tym czasie Luckau było mieszanym niemiecko- i łużyckojęzycznym miasteczkiem w okolicy łużyckojęzycznej. Na mocy pokoju praskiego w 1635 przeszło do Saksonii, trafiając w efekcie pod panowanie królów Polski Augusta II i Augusta III w latach 1697–1763, a po kongresie wiedeńskim w 1815 zostało zajęte przez Prusy, by zostać z nimi częścią Niemiec w 1871. Już w 1816 roku Luckau stało się siedzibą powiatu. Przez miasto prowadziła jedna z głównych dróg ucieczki powstańców listopadowych z Polski na Wielką Emigrację.
W czasie II wojny światowej znajdowało się tu niemieckie nazistowskie więzienie, któremu podlegało kilka obozów pracy przymusowej w regionie. Po II wojnie światowej miasto weszło w skład radzieckiej strefy okupacyjnej, a od 1949 do 1990 należało do NRD i było miastem powiatowym w okręgu Chociebuż. W 1993 roku miasto straciło status miasta powiatowego na rzecz Lubina w nowo powstałym powiecie Dahme-Spreewald. Szczególnie w wyniku reform administracyjnych w latach 90. i 2000. rozszerzono teren miasta o znaczną liczbę okolicznych wsi.

## Zabytki
Luckau należy do miast brandenburskich z historycznym centrum (Städte mit historischen Stadtkernen). Stare miasto w Luckau zostało w dużej mierze oszczędzone od wojny i innych zniszczeń w ciągu ostatnich kilku stuleci i charakteryzuje się dobrze zachowaną zabytkową zabudową z XVII do XX wieku.
W miejscowości zachowały się liczne zabytki, m.in.:
- Gotycki ewangelicki kościół św. Mikołaja (St. Nikolaikirche) z XIV-XV wieku; wewnątrz znajdują się barokowe organy z XVIII wieku,
- Wieża Hausmanna z kaplicą św. Jerzego (Hausmannsturm mit St. Georgenkapelle) z XIV wieku,
- Pozostałości murów miejskich z Czerwoną Wieżą (Roter Turm) z XIII-XIV wieku,
- Barokowe kamieniczki na rynku,
- Ratusz z XVIII wieku, obecnie w stylu neoklasycystycznym,
- Kompleks ogrodowo-pałacowy Schlossberg.

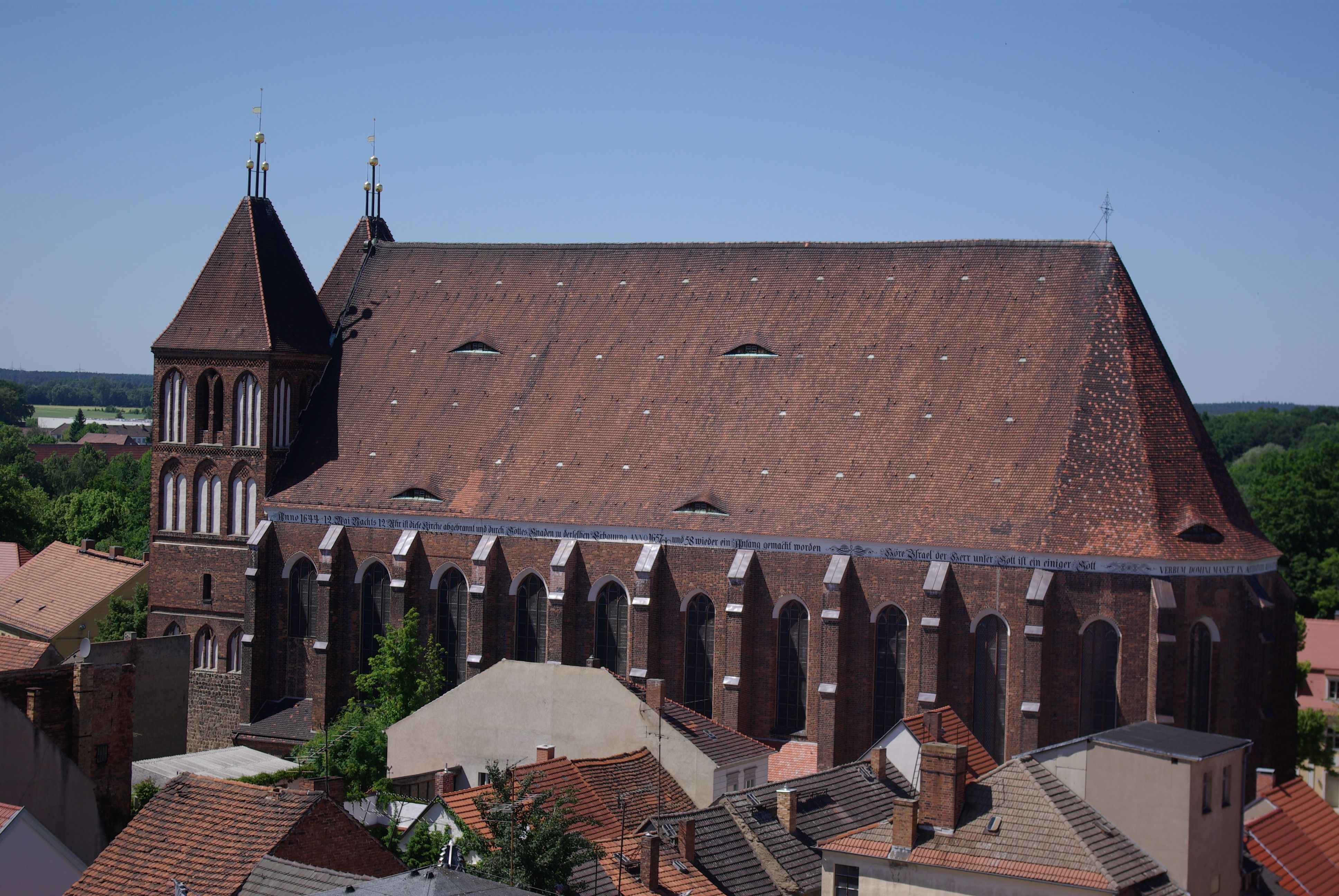
Kościół św. Mikołaja
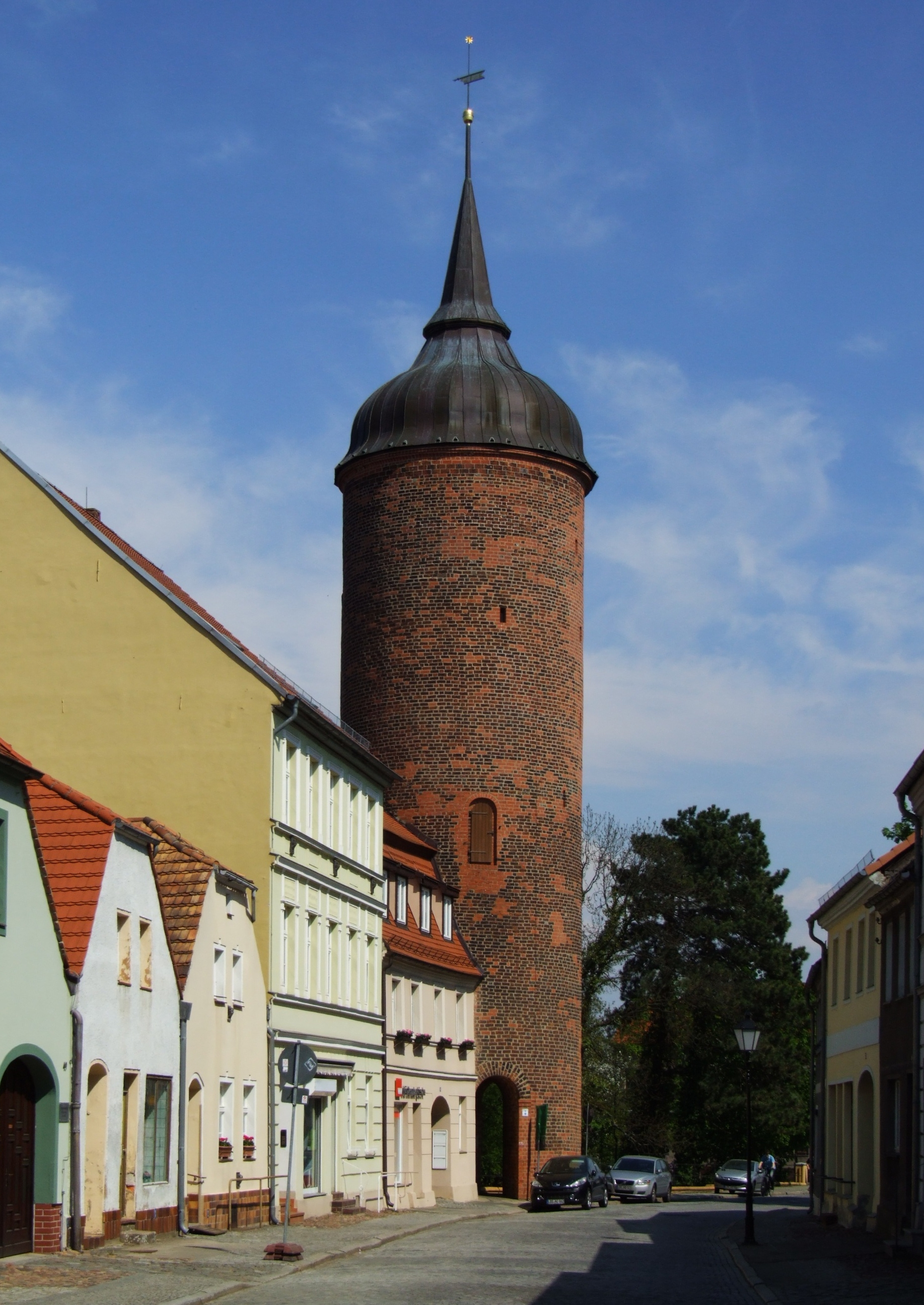
Wieża Czerwona
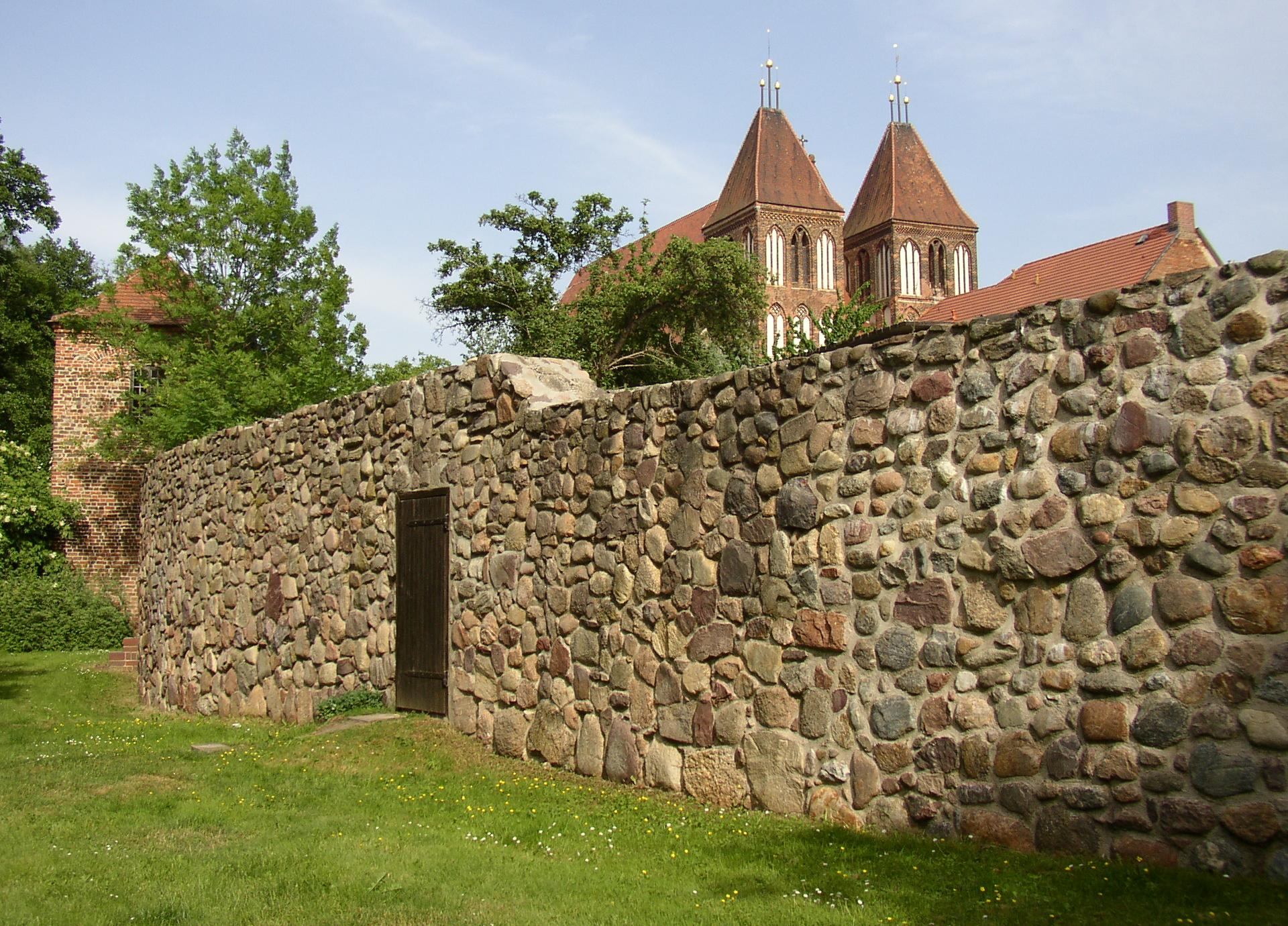
Mury miejskie
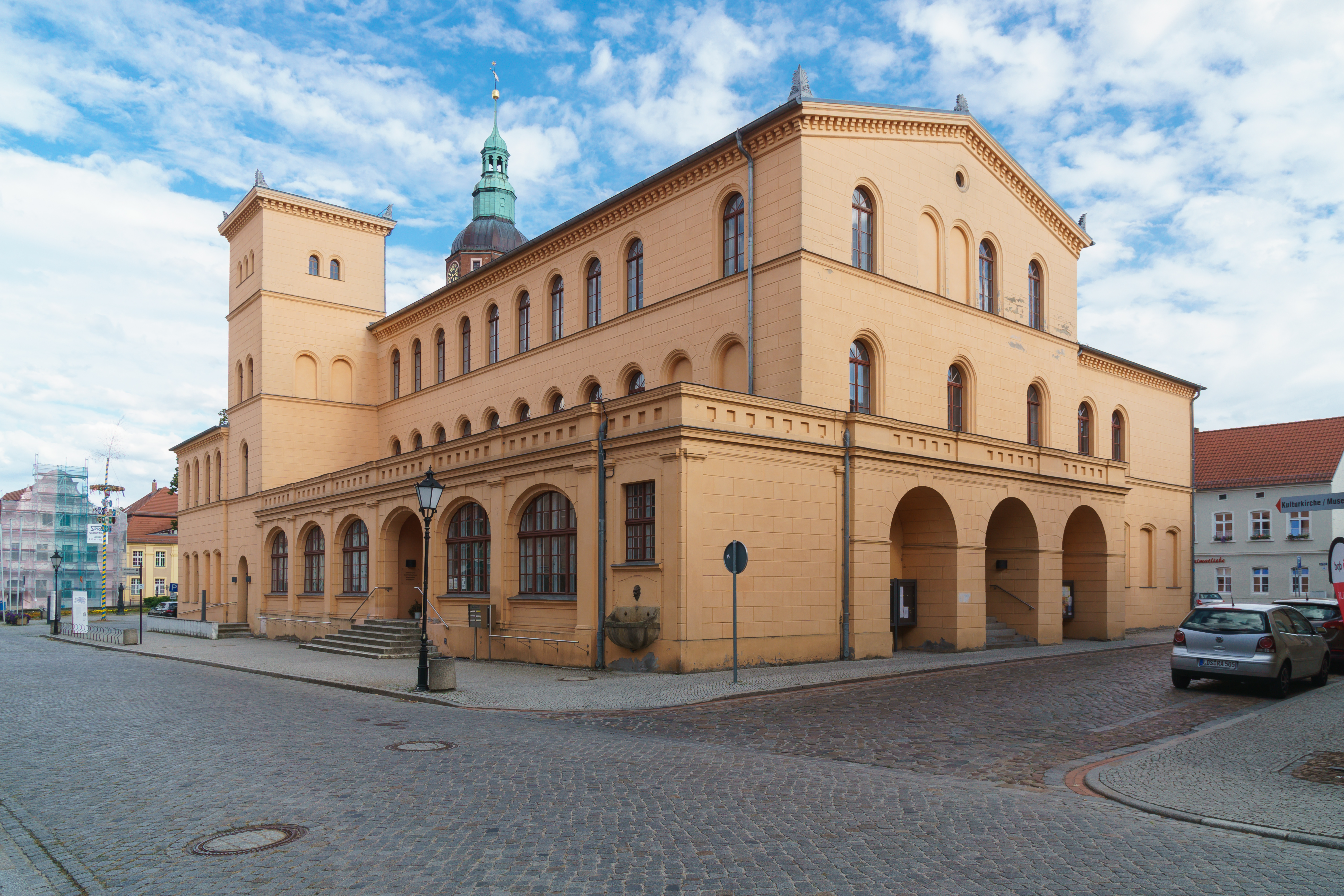
Ratusz
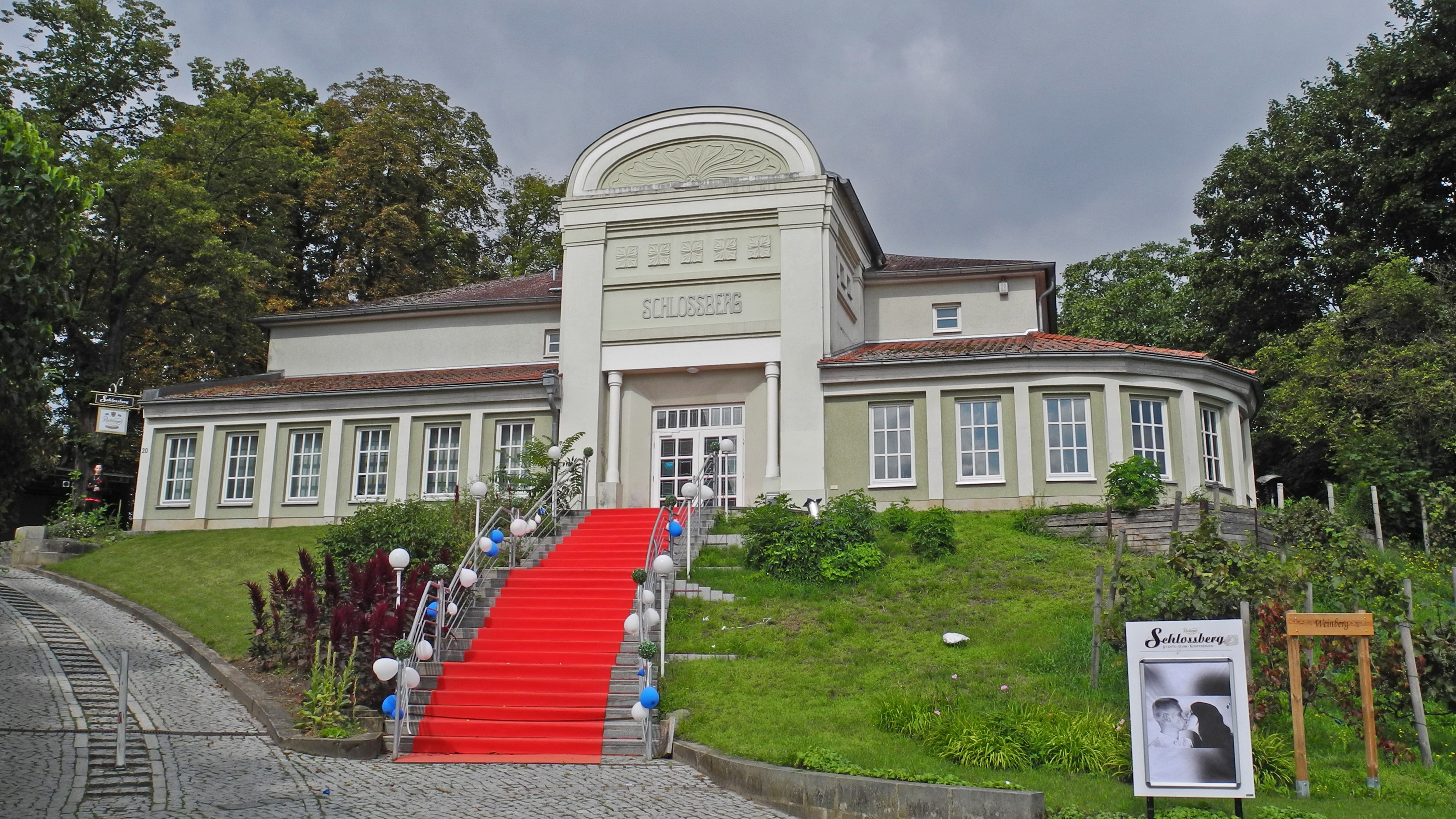
Pałac Schlossberg
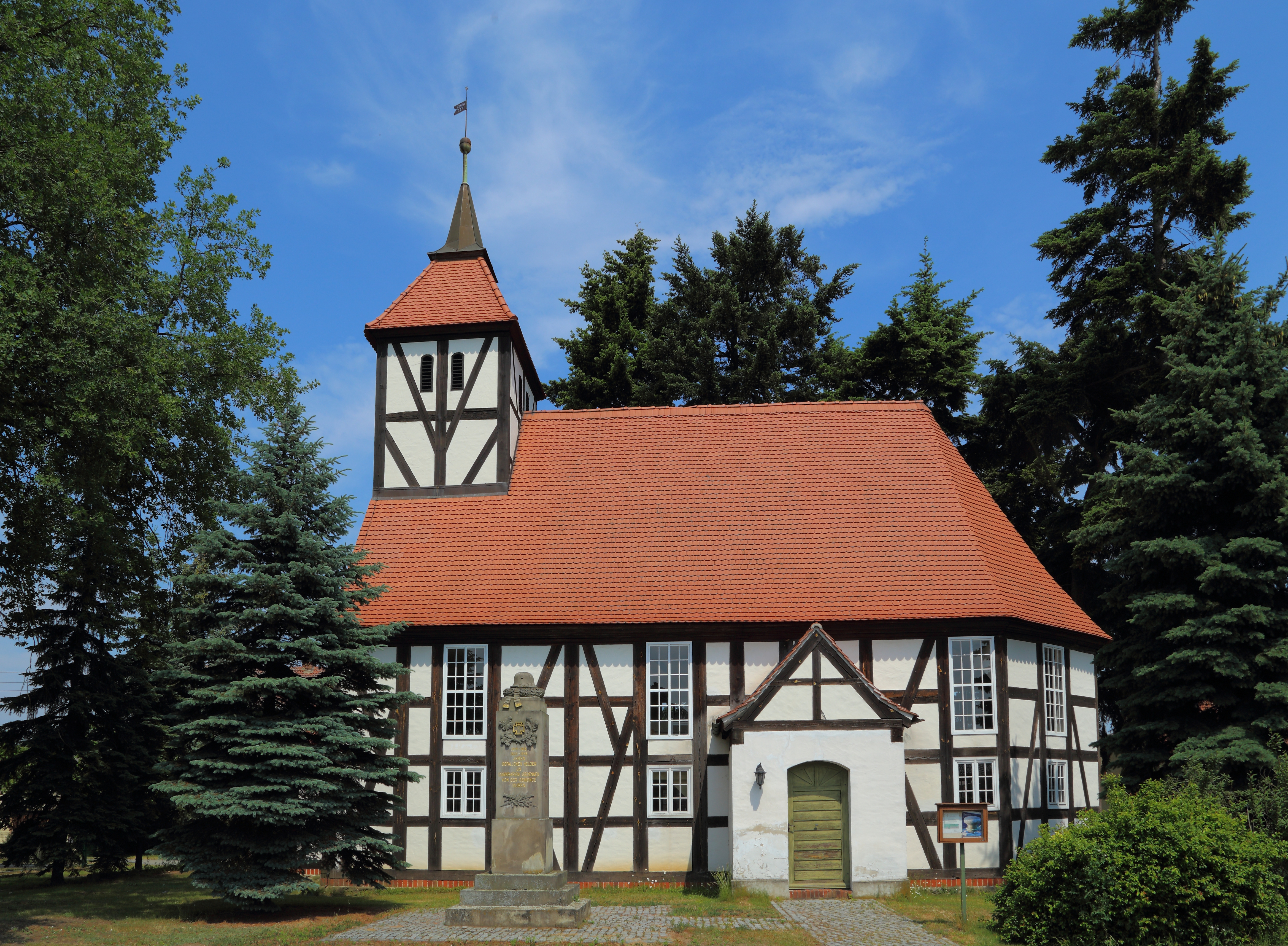
Kościół w Duben
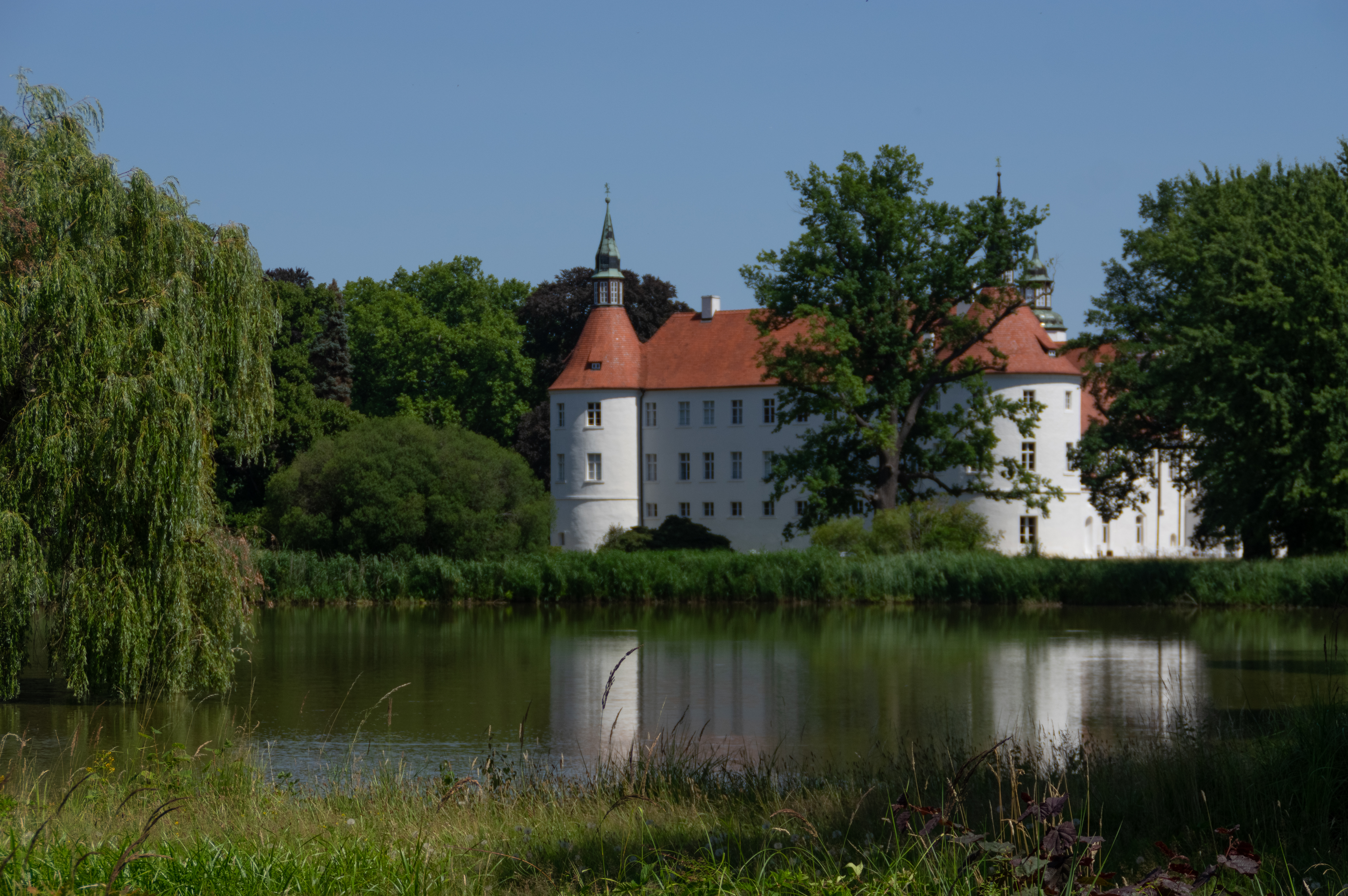
Pałac w Fürstlich Drehna

W Duben, części miasta, znajduje się kościół autostradowy (Autobahnkirche) z muru pruskiego, wybudowany w XVII wieku. Z kolei w innej części Luckau, w Fürstlich Drehna, wznosi się pałac na wodzie, pierwotnie zamek, z XIV-XVI wieku otoczony parkiem.

## Demografia
| Rok  | Populacja |
| ---- | --------- |
| 1875 | 11 475    |
| 1890 | 11 369    |
| 1910 | 10 947    |
| 1925 | 11 083    |
| 1939 | 11 022    |
| 1946 | 15 343    |
| 1950 | 14 672    |
| 1964 | 13 011    |

| Rok  | Populacja |
| ---- | --------- |
| 1971 | 12 746    |
| 1981 | 12 318    |
| 1985 | 11 926    |
| 1989 | 11 514    |
| 1995 | 10 751    |
| 2000 | 11 104    |
| 2005 | 10 642    |
| 2010 | 10 130    |

| Rok  | Populacja |
| ---- | --------- |
| 2015 | 9 533     |
| 2016 | 9 574     |
| 2017 | 9 729     |
| 2018 | 9 582     |
| 2019 | 9 565     |
| 2020 | 9 443     |

## Gospodarka
Obecnie działają w Luckau przede wszystkim małe przedsiębiorstwa przemysłowe i usługowe, zlokalizowane głównie w strefie gospodarczej na wschodnich obrzeżach miasta.

## Transport
W mieście krzyżują się drogi krajowe: B87 przebiegająca z Frankfurtu nad Odrą do Lipska, B96 z Berlina do Finsterwalde oraz B102 w kierunku na Jüterbog. Najbliższy węzeł Duben przy A13 z Berlina do Drezna oddalony jest o około 10 km.
W związku z likwidacją ruchu pasażerskiego na linii kolejowej Falkenberg – Beeskow, miasto obecnie nie posiada działającej stacji kolejowej. Najbliższa stacja kolejowa znajduje się w oddalonym o 8 km Uckro przy linii kolejowej Berlin – Drezno. Istnieją bezpośrednie połączenia autobusowe do Lubina, Lübbenau, Calau, Golßen, Crinitz i Dahme/Mark.

## Współpraca
Miejscowości partnerskie i zaprzyjaźnione:
- Polska: Sława
- Badenia-Wirtembergia: Plochingen
- Dolna Saksonia: Ilsede
- Nadrenia Północna-Westfalia: Warburg
- Saara: Merzig